# Caso de los bebés robados en Cádiz
El caso de los bebés robados en Cádiz hace referencia a varias causas judiciales promovido por familias gaditanas que buscan a sus hijos biológicos supuestamente robados al nacer y entregados ilegalmente a otras familias en adopción. Existen casi cuatrocientas familias afectadas por este hecho que han denunciado sus casos, junto a otros muchos casos también denunciados en el resto de España.

## Historia
En 2009 empezaron a salir en medios de comunicación varias familias gaditanas denunciando que en épocas pasadas les habían robado un hijo en un hospital gaditano. A raíz de sacarlo en los medios fueron aumentando las familias y en 2010 se empezaron a denunciar los casos en la Fiscalía de Cádiz. En 2011 llegaron a ser trescientas familias las que decían que tuvieron un hijo vivo y les engañaron diciendo que murió para darlos en adopción a otras familias. En 2012 la mayoría de las denuncias presentadas en Fiscalía que pasaron a los Juzgados Gaditanos están siendo archivadas por la prescripción del delito. 
El 20 de octubre de 2017 empezaron los trabajos en el Cementerio de San José de Cádiz para exhumar 44 tumbas con 46 presuntos enterramientos de bebés que nacieron muertos. Según los familiares, estos bebés fueron robados, por lo que sus tumbas podrían contener los restos de otros niños o estar vacías.